# География Африки
А́фрика — второй по площади материк после Евразии и третий по площади континент после Азии и Америки, омываемый Средиземным морем с севера, Красным — с северо-востока, Атлантическим океаном с запада и Индийским океаном с востока и юга. Африкой называется также часть света, состоящая из материка Африка и прилегающих островов. Площадь Африки составляет 29,2 млн км², с островами — около 30,3 млн км², покрывая, таким образом, 6 % общей площади поверхности Земли и 20,4 % поверхности суши.
Африканский континент пересекает экватор и несколько климатических зон; это единственный континент, протянувшийся от северного субтропического климатического пояса до южного субтропического.
Самой северной точкой Африки является мыс Бен-Секка, самой южной — мыс Игольный. Расстояние между этими точками составляет около 8000 км. Самой западной точкой Африки является мыс Альмади, самой восточной — мыс Рас-Хафун. Они отстоят друг от друга примерно на 7500 км. Южная часть Африки в широтном направлении является менее протяжённой: её ширина составляет около 3100 км. К Африке как части света также относится большое число островов в Атлантическом и Индийском океане. Наиболее удалёнными от материка африканскими островами являются острова Вознесения и Святой Елены (в Атлантическом океане) и остров Родригес в архипелаге Маскаренских островов (в Индийском океане).
Африка соединена с Азией Суэцким перешейком, на котором расположен Суэцкий канал. От Европы Африку отделяет Гибралтарский пролив. Наименьшее расстояние между этими континентами составляет 14 км.

## Физико-географический очерк
Африканский материк является компактным по форме, его поверхность расчленена в небольшой степени. Средняя высота над уровнем моря составляет 750 м. По этому параметру Африка находится на втором месте среди материков (после Азии). Высшая точка Африки имеет высоту 5895 метров (вулкан Килиманджаро).
Длина береговой линии африканского континента составляет 30500 км. Берега в основном прямолинейные, с малым количеством бухт и заливов, удобных для стоянки судов. Самый большой залив — Гвинейский. Вдоль берегов в тропических широтах протянулись коралловые рифы, а в устьях рек находятся мангровые болота.
В состав территории Африки как части света включаются острова:
- на востоке: Мадагаскар, Коморские, Маскаренские, Амирантские, Сейшельские, Альдабра, Мафия, Занзибар, Сокотра;
- на западе: Мадейра, Канарские, Зелёного Мыса, Аннобон, Сан-Томе, Принсипи, Биоко, Вознесения, Святой Елены, Тристан-да-Кунья.

Суммарная площадь островов составляет 1,1 млн км².
Исходя из особенностей рельефа выделяют Низкую Африку (северо-западная часть континента) и Высокую Африку (юго-восточная часть континента). Низкая Африка занимает 2/3 площади континента. Для неё характерны высоты менее 1000 метров. Высокая Африка, напротив, преимущественно характеризуется высотами свыше 1000 метров. Условная граница между ними проходит между Бенгелой (Ангола) и Массауа (Эритрея).
Преобладающие формы рельефа — ступенчатые равнины, плато, плоскогорья и нагорья, на которых расположены останцовые вершины и вулканические конусы. По поверхности материка формы рельефа распределены следующим образом: плато и равнины встречаются в основном во внутренней части материка, в тектонических впадинах (таких как Чадская и Белого Нила, Конго, Калахари), а возвышенности и хребты расположены вблизи берегов материка.
Молодой является лишь одна горная система Африки — Атласские горы. Остальная часть Африки относится к докембрийской древней платформе, получившей название Африканской. В восточной части материка расположена Восточно-Африканская рифтовая долина, протянувшаяся в меридиональном направлении более чем на 6000 км. Глубокие впадины этой долины заполнены водой и образуют крупные озёра. У линий разломов расположены потухшие и действующие вулканы, в том числе высочайшие вершины Африки — Килиманджаро (5895 м) и Кения (5199 м).
Африка — самый жаркий материк планеты. Причина этого в географическом расположении материка: вся территория Африки находится в тропическом поясе. При этом климатические зоны Африки крайне разнообразны: от сухих пустынь до влажных тропических лесов. Основным фактором, определяющим такое разнообразие, является количество осадков и период их выпадения.
Внутренние воды Африки являются весьма протяжёнными и обширными. Самой полноводной рекой Африки и всего восточного полушария является река Конго, самой длинной — Нил. Самое большое озеро — Виктория (находится на третьем месте по площади после Каспийского моря и озера Верхнее). Самое глубокое озеро — Танганьика (второе по глубине после озера Байкал). Ступенчатый характер рельефа Африки приводит к образованию большого числа порогов и водопадов (самый крупный — Виктория). Имеется большой потенциал для развития гидроэнергетики. При этом треть площади материка занимают пустыни, водотоки (уэды) на которых имеют временный или сезонный характер. В то же время, и в этих областях (например, в алжирской и ливийской Сахаре) обычно имеются подземные запасы воды в артезианских бассейнах.
Для Африки характерно богатое разнообразие растительного мира. В экваториальной зоне (впадина Конго, побережье Гвинейского залива) расстилаются влажные тропические леса. На Суданских равнинах, а также на юге и востоке Африки их сменяют саванны и редколесья. Тропические пустыни сосредоточены в основном в северной части Африки: от Атлантического океана до Красного моря протянулась самая большая в мире пустыня — Сахара, с её каменистыми и глинистыми равнинами и плато. На Юго-Западе Африки расположена пустыня Намиб, которая простирается вдоль побережья океана от реки Кунене до реки Оранжевой. Лиственные леса и кустарники, а также смешанные леса произрастают лишь в субтропическом поясе: на севере — в Атласских горах, на юге и юго-востоке — в Капских и (частично) Драконовых горах.
Крайне разнообразен и животный мир: хотя многие из видов, встречающихся на севере Африки, распространены и на юге Европы, к югу от Сахары картина меняется: основная часть животных относится к древней фауне Эфиопской области.
Антропогенное воздействие на природу в Африке является достаточно существенным. Наиболее важными факторами, препятствующими поддержанию экологического равновесия, являются подсечно-огневая система земледелия, бесконтрольный выпас скота, массовое истребление диких животных.

## Берега
Береговая линия Африки в основном прямая, характеризуется малой расчленённостью. В основном они были образованы в результате опускания блоков земной коры относительно других (сбросов), либо являются уступами. Направление береговой линии совпадает с направлением основных разломов Африканской платформы. Особенно сильным является соответствие в северо-восточной части Африки (побережье Красного моря и полуострова Сомали). Современные очертания берегов Африки сложились в конце палеозойской эры и в мезозое.
Подводный цоколь Африки крутой, подножье его находится на большой глубине. Глубины до 1000 м практически везде встречаются уже у берегов. Материковый шельф (глубины до 200 м) имеет небольшую протяжённость. Лишь на юге Африки (отмель мыса Игольного) он имеет ширину до 250 км.
Большая часть побережья Африки сформировалась в результате процесса абразии и является обрывистой. Наиболее выраженные проявления такого вида берегов имеются в местах, где горные массивы находятся у самого побережья: на северо-западе Африки у Атласских гор, на северо-востоке у хребтов Этбай и у Капских гор на юге. Низменные аккумулятивные берега располагаются в крупнейших прибрежных низменностях. Такая форма берегового рельефа характерна для востока Египта (дельта Нила); на атлантическом побережье — для запада Африки (Сенегал и Гамбия), а также для побережья Гвинейского залива; на индийском побережье — близ Мозамбикской низменности, а также в отдельных частях полуострова Сомали. В Индийском океане и в Красном море у берегов Африки формируются колонии коралловых полипов, которые у берегов формируют коралловые рифы. Мангровые заросли встречаются на востоке Африки (куда приходит тёплое Мозамбикское течение) между 25° и 3° южной широты, на западе Африки, омываемом холодными Канарским и Бенгельским течениями — между 5° южной широты и 12° северной широты. Из-за мангровых зарослей крутые и прямолинейные берега Африки становятся ещё более труднодоступными. Для средиземноморского побережья характерно понижение с запада на восток. На западе этого побережья берега Африки являются крутыми и гористыми, имеется много абразионных террас. Расчленённость небольшая, преимущественно бухтами («кала»). Такой рельеф простирается от мыса Эспартель до мыса Эт-Тиб (параллельно хребтам Эр-Риф и Тель-Атлас). Далее на востоке (заливы Габес и Сидра) берега в основном низменные и плоские. Ещё восточнее берега имеют вид небольшого уступа. Такая береговая линия продолжается вплоть до дельты Нила.
Берег Красного моря гористый, на нём много бухт небольшой глубины с резко очерченными берегами. Много неглубоких заливов врезаются в абразионный берег Аденского залива на полуострове Сомали. На юго-востоке этого полуострова береговая линия выпрямляется. На протяжении от мыса Гвардафуй до 5° северной широты берега в основном низкие и скалистые. Южнее берег плоский песчаный. Многочисленные дюны и косы отделяют устья рек от океанских вод. Побережье Восточной Африки от 3° до 15° южной широты образовались в результате сбросов. На этом участке береговой линии много мелких бухт. Встречаются коралловые рифы, которые защищают гавани от волн, но усложняют навигацию. От 15° до 30° южной широты берега сложены наносами (аккумулятивные), плоские, с чередованием ровных и лагунных участков. От 30° южной широты берега сложены скалами, с крутыми склонами. На крайнем юге материка много мысов и глубоких бухт.
На северо-западной окраине материка, в Марокко, берег низменный. На его севере и юге расположены отроги Атласских гор. К югу от Марокко, в Сахаре берег низменный, пустынный и скалистый. Присутствуют немногочисленные открытые бухты. Берега такого характера простираются до полуострова Нуадибу (19° северной широты). Далее к югу, вплоть до Зелёного мыса, берега лагунные, присутствуют песчаные косы, такие как Берберийская коса, расположенная в устье реки Сенегал. Ещё южнее высота берегов повышается. Между Зелёным мысом и 8° южной широты берега коренные абразионные, разделённые на части эстуариями многочисленных рек, берущих начало на плато Фута-Джаллон. Между эстуариями находятся мысы, подверженные сильной волновой абразии. Вдоль береговой линии находятся многочисленные мелкие острова (архипелаг Бижагош и другие). В Гвинейском заливе и заливе Биафра преобладают низменные лагунные берега. Выделяются также сложенные коренными породами мысы, такие как Палм, Месурадо, Маунт и другие. Многочисленные песчаные косы создают цепочки лагун, удобных для прибрежного мореплавания.
От Аккры до мыса Три-Поинтс берег низкий скалистый, сложенный из коренных пород. Начиная от залива Биафра и до устья реки Кванза берега равнинные, высотой до 50 метров, постепенно опускающиеся под воду. Важным фактором, определяющим природу этих берегов, являются многочисленные реки, главными из которых являются Конго и Кванза, выносящие в океан обильные песчаные отложения, которые распределяются вдоль побережья Бенгальским течением. Поэтому на участке от мыса Лопес до устья реки Кванза берега плоские ровные песчаные. Естественных гаваней мало. Много лагунных озёр, зачастую не имеющих сообщения с океаном. Севернее, на участке от мыса Лопес до залива Биафра берега с множеством выступов, создающих бухты (например, бухты Камерун, Габон, Кориско и другие). Южнее реки Кванза побережье Анголы является коренным скалистым, с многочисленными небольшими бухтами. В районе пустыни Намиб берега плоские песчаные, и лишь в южной её части скалистые.

## Рельеф
Большей частью — равнинный, на северо-западе расположены Атласские горы, в Сахаре — нагорья Ахаггар и Тибести. На востоке — Эфиопское нагорье, к югу от него Восточно-африканское плоскогорье, где находится вулкан Килиманджаро (5895 м) — высочайшая точка материка. На юге расположены Капские и Драконовы горы. Самая низкая точка (157 метров ниже уровня Мирового океана) расположена в Джибути, это солёное озеро Ассаль. Самой глубокой пещерой является Ану-Иффлис, расположенная на севере Алжира в горах Тель-Атлас.

## Полезные ископаемые
Африка известна прежде всего своими богатейшими месторождениями алмазов (ЮАР, Зимбабве) и золота (ЮАР, Гана, Мали, Республика Конго). Большие месторождения нефти есть в Нигерии и Алжире. Бокситы добывают в Гвинее и Гане. Ресурсы фосфоритов, а также марганцевых, железных и свинцово-цинковых руд сосредоточены в зоне северного побережья Африки.

## Внутренние воды
В Африке расположена одна из самых протяжённых рек в мире — Нил (6852 км), текущая с юга на север. Другие крупнейшие реки — это Нигер на западе, Конго в центральной Африке и реки Замбези, на которой расположен водопад Виктория. Лимпопо и Оранжевая на юге.
Крупнейшее озеро — Виктория (средняя глубина 40 м, наибольшая 80 м). Другие крупные озёра — Ньяса и Танганьика, расположенные в литосферных разломах. Одно из крупнейших солёных озёр — озеро Чад, расположенное на территории одноимённого государства.

## Климат
Африка — это самый жаркий материк планеты. Причина этого — в географическом расположении материка: вся территория Африки находится в жарких климатических поясах и материк пересекается линией экватора. Именно в Африке находится самое жаркое место на Земле — Даллол, и была зафиксирована самая высокая температура на Земле (в Триполи, +58,4 °C).
Центральная Африка и прибрежные районы Гвинейского залива относятся к экваториальному поясу, там в течение всего года выпадают обильные осадки и нет смены времён года. К северу и к югу от экваториального пояса расположены субэкваториальные пояса. Здесь летом господствуют влажные экваториальные массы воздуха (сезон дождей), а зимой — сухой воздух тропических пассатов (сухой сезон). Севернее и южнее субэкваториальных поясов расположены
северный и южный тропические пояса. Для них характерны высокие температуры при малом количестве осадков, что ведёт к образованию пустынь.
На севере расположена крупнейшая на Земле пустыня Сахара, на юге — пустыня Калахари, на юго-западе пустыня Намиб. Северная и южная оконечности материка входят в соответствующие субтропические пояса.